# Stazione di Fiumefreddo di Sicilia
La stazione di Fiumefreddo di Sicilia è una stazione ferroviaria posta al km 278+747 della linea Messina-Siracusa, in posizione periferica rispetto all'abitato di Fiumefreddo di Sicilia.

## Storia
La stazione venne progettata dalla Società Vittorio Emanuele contestualmente alla ferrovia costiera jonica. Venne attivata con il nome di "stazione di Fiumefreddo" in seguito all'apertura all'esercizio del tronco ferroviario stazione di Taormina-Giardini-stazione di Catania Centrale, il 3 gennaio 1867. Il nome venne completato in "Fiumefreddo di Sicilia" successivamente alla statizzazione delle ferrovie. In virtù della sua posizione prossima all'abitato ebbe un buon traffico viaggiatori e merci fino alla metà degli anni settanta del XX secolo; come per molte altre stazioni ha subito una diminuzione del traffico viaggiatori in favore del traffico automobilistico privato.
Nella metà degli anni ottanta, con l'attivazione del raddoppio del binario tra stazione di Catania Ognina e Fiumefreddo questa è provvisoriamente divenuta una stazione di passaggio tra doppio e semplice binario in attesa del completamento del raddoppio fino a Giampilieri. È in programma anche la ricostruzione della stazione con caratteristiche adeguate.

## Strutture e impianti
La stazione consiste di un fabbricato non molto grande, di forma classica con tetto a tegole, affiancato dai servizi e da un giardinetto laterale. Nessun binario è munito di pensilina né di sottopassaggio.
Il fascio binari comprendeva tre binari per servizio viaggiatori e un piccolo fascio di binari merci tronchi con piano caricatore, magazzino merci, sagoma limite e ponte a bilico da 40 t e 9 m di lunghezza. Nell'ambito del programma di snellimento della rete RFI ha ridotto a due i binari di circolazione sopprimendo contestualmente lo scalo merci.

## Movimento
L'Orario ferroviario generale del novembre 1938 riportava la fermata di 7 treni accelerati provenienti da Messina e di un diretto proveniente dal continente; in senso inverso vi fermavano 6 treni accelerati (dei quali uno limitato a Taormina-Giardini) e due diretti provenienti da Siracusa dei quali uno con vagoni letto in proseguimento su Roma Termini.
L'orario ufficiale del 1975 riportava la fermata 7 treni locali, 3 treni di categoria diretto di cui uno proveniente dal continente, uno da Messina e uno da Taormina e un Espresso proveniente dal continente. In senso inverso vi effettuavano fermata 5 treni in servizio locale, un Espresso e un diretto..
Nel 2014 nell'impianto fermano i treni viaggiatori regionali operati da Trenitalia nell'ambito del contratto di servizio previsto per la Regione Siciliana: il servizio offre la fermata di 22 treni regionali feriali di cui 18 provenienti da Messina, 2 da Taormina-Giardini e 2 originari nella stazione. In senso inverso i treni che vi effettuano fermata sono 22.

## Servizi
La stazione è dotata di:
- Biglietteria automatica
- Sala d'attesa
- Servizi igienici